# Герд фон Массов
Ґергард-Альбрехт «Ґерд» фон Массов (нім. Gerhard-Albrecht «Gerd» von Massow; 13 вересня 1896, Гадерслебен — 26 червня 1967, Бад-Пірмонт) — німецький офіцер, генерал-лейтенант люфтваффе.

## Біографія
Учасник Першої світової війни. За бойові заслуги відзначений численними нагородами. Після війни служив командиром роти у вестфальському фрайкорі, брав участь у боях з комуністами. 1 жовтня 1919 року поступив на службу в рейхсвер. 1 жовтня 1935 року поступив на службу в люфтваффе і був призначений керівником 2-ї школи винищувальної авіації. З 9 червня 1936 по 1 листопада 1938 року — командир 132-ї винищувальної ескадри. З 1 листопада 1938 по 1 травня 1939 року — командир 131-ї винищувальної ескадри.
З 1 травня 1939 по 31 березня 1940 року — командир 2-ї винищувальної ескадри. Одночасно з 8 березня до 5 червня 1940 року — командувач 3-м командуванням авіації. Учасник Французької кампанії. 3 червня 1940 року був збитий і потрапив у французький полон, звільнений 12 червня. З 6 червня по 18 грудня 1940 року — інспектор винищувальної, перехоплювальної та штурмової авіації в імперському міністерству авіації. З 19 грудня 1940 по 31 липня 1944 року — вищий командир шкіл винищувальної та перехоплювальної авіації. З 2 серпня 1944 по квітень 1945 року — генерал навчальної авіації. З квітня по 8 травня 1945 року — командир запасних і додаткових авіаційних частин «Північ» і «Південь».
З 8 травня 1945 по 1 березня 1947 року перебував у полоні.

## Сім'я
Був одружений, мав чотирьох дітей.

## Звання
- Фенріх (10 серпня 1914)
- Лейтенант (4 жовтня 1914)
- Обер-лейтенант (1 квітня 1925)
- Гауптман (18 липня 1930)
- Майор (1 квітня 1935)
- Оберст-лейтенант (1 квітня 1937)
- Оберст (1 жовтня 1939)
- Генерал-майор (1 квітня 1943)
- Генерал-лейтенант (20 квітня 1945)

## Нагороди
- Залізний хрест 2-го і 1-го класу
- Хрест «За вірну службу» (Шаумбург-Ліппе)
- Хрест «За військові заслуги» (Мекленбург-Шверін) 2-го класу
- Нагрудний знак «За поранення» в сріблі
- Почесний хрест ветерана війни з мечами
- Медаль «За вислугу років у Вермахті» 4-го, 3-го, 2-го і 1-го класу (25 років)
- Комбінований Знак Пілот-Спостерігач
- Застібка до Залізного хреста 2-го і 1-го класу